# Pemphigostola synemonistis
Pemphigostola synemonistis är en fjärilsart som beskrevs av Embrik Strand 1909. Pemphigostola synemonistis ingår i släktet Pemphigostola och familjen nattflyn. Inga underarter finns listade i Catalogue of Life.